# Chaodarcas
Chaodarcas (llamada oficialmente Santa Ana de Chaodarcas) es una parroquia y un lugar del municipio español de Pereiro de Aguiar, en la provincia de Orense, Galicia.

## Organización territorial
La parroquia está formada por cinco entidades de población:
- Anduriñas
- Chaodarcas, que abarca los lugares de:
  - Chaodarcas de Abaixo
  - Chaodarcas de Arriba
- Ordelles

## Demografía

### Parroquia
| Gráfica de evolución demográfica de Chaodarcas (parroquia) entre 2000 y 2023 |
|                                                                              |
| Datos según el nomenclátor publicado por el INE.                             |

### Lugar
| Gráfica de evolución demográfica de Chaodarcas (lugar) entre 2000 y 2023 |
|                                                                          |
| Datos según el nomenclátor publicado por el INE.                         |